# گندی (شاهرود)
گندی یک روستا در ایران است که در دهستان طرود شهرستان شاهرود واقع شده‌است.